# 肥満の疫学
肥満は人類の歴史を通じて観察されてきた。人類初期の絵画や彫刻における人体の描写の多くは、太っているように見える。しかし、肥満が一般的になったのは20世紀に入ってからである。1997年には世界保健機関（WHO）が肥満を世界的なエピデミックとして正式に認め、肥満の世界的な有病率は1975年以来ほぼ3倍になったと推定している。肥満は、ボディマス指数（BMI）が30 kg/m2以上であることと定義され、2013年6月には米国医師会が疾病として分類した。

## 概要

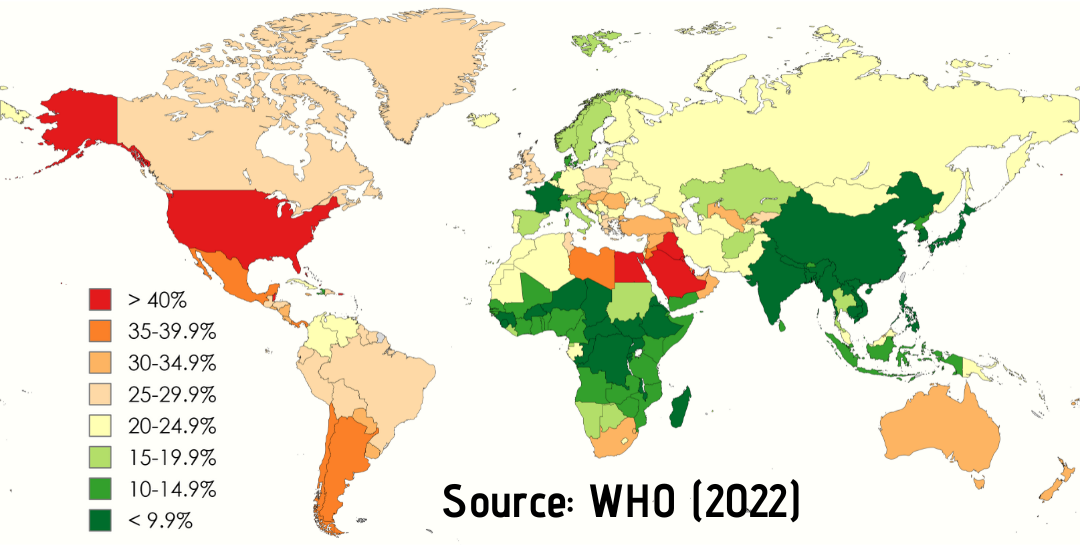
BMI30以上の成人の割合（2022年）

世界の男性の肥満率
<5%
5-10%
10-15%
15-20%
20-25%
25-30%
30-35%
35-40%
40-45%
45-50%
50-55%
>55%

世界の女性の肥満率
<5%
5-10%
10-15%
15-20%
20-25%
25-30%
30-35%
35-40%
40-45%
45-50%
50-55%
>55%

経済協力開発機構（OECD）加盟国では、5人に1人の子どもが過体重または肥満である。かつては高所得国 だけの問題と考えられていたが、肥満率は世界的に上昇している。2014年には、128カ国の平均BMIが過体重の基準値を超えていた。世界的に、肥満の人の方が低体重の人よりも多くなっており、この傾向は、サハラ以南のアフリカとアジアの一部を除く世界のあらゆる地域で観察されている。1980年には過体重の成人は8億5,700万人であったのが、2013年には推定21億人である。過体重の成人のうち、31％が肥満である。肥満の増加は都市部で最も顕著である。
体脂肪は測定方法がいくつかあるため、肥満の疫学に関する統計は情報源によって異なる。BMIは肥満の最も基本的で一般的に使用される指標であるが、他の指標としては、ウエスト周囲長、ウエストヒップ比、皮下脂肪厚、生体電気インピーダンスなどがある。肥満率は、少なくとも50歳または60歳まで、年齢とともに増加する 性別と性別に基づく違いは、肥満の有病率にも影響する。世界的には、肥満率は女性が男性よりも高いが、その数は肥満の測定方法によって異なる。

### 国際的状況
肥満は、健康上の問題として認識されていたものの、過去の時代においてはまれであり、ごく一部のエリート層にしか達成できなかった。しかし、近世以降の繁栄の拡大に伴い、肥満はより多くの人々に影響を及ぼすようになった。1970年代以前は、肥満は最も裕福な国々においても比較的まれな状態であり、あっても、富裕層に限られる傾向があった。その後、いくつかの出来事が重なり、人々の状態に変化が生じ始めた。先進国の人口の平均BMIが上昇し始め、その結果、過体重（英語版）や肥満の人の割合が急速に増加した
1997年、WHOは肥満を世界的な流行として正式に認定した。2000年、WHOは、過体重（英語版）と肥満が、栄養不良や感染症といったより伝統的な公衆衛生上の懸念事項に取って代わり、健康を損なう最も重大な原因の一つとなっていると述べた。2008年時点で、WHOは少なくとも5億人(10%以上)の成人が肥満であり、男性よりも女性の方がその割合が高いと推定している。世界の肥満の有病率は、1980年から2014年の間に2倍以上になった。2014年は、6億人以上の成人が肥満であり、これは世界の成人人口の約13パーセントに相当する。2015年から2016年における米国の肥満成人の割合は、全体で約39.6パーセント(男性の37.9%、女性の41.1%)である。
肥満率は少なくとも50歳または60歳まで年齢とともに増加しており、米国、オーストラリア、カナダでは、重度肥満が肥満全体の割合よりも速いペースで増加している。経済協力開発機構(OECD)は、少なくとも2030年までは肥満率が上昇し続けると予測しており、特に米国、メキシコ、英国では、肥満率がそれぞれ47%、39%、35%に達すると予測している。
かつては高所得国だけの問題と考えられていた肥満率は、世界中で上昇しており、先進国と発展途上国の両方に影響を与えているこうした増加は、都市部で最も顕著なようである。
また、性別や性自認に基づく違いも肥満の有病率に影響がある。世界的に見ると、肥満の女性は男性よりも多いが、肥満の測定方法によってその率は異なる。
2021年6月、世界保健機関は以下のように発表した。
- 世界において、1975年以降、肥満は約3倍に増加している
- 2016年、18歳以上の成人19億人以上は過体重であり、そのうちの6億5千万人以上が肥満であった
- 2020年、5歳未満の子ども3900万人が、過体重もしくは肥満であった

2022年には、世界で10億人以上が肥満であり（成人8億7,900万人、子ども1億5,900万人）、これは1990年に登録された成人の症例の2倍以上（子どもは４倍以上）に相当する。
WHOの肥満対策行動The Obesity Policy Action(OPA)の枠組みでは、対策を上流政策、中流政策、下流政策に分類している。上流政策は社会の変革に関わるものであり、中流政策は肥満の原因となると考えられる行動を個人レベルで変えることを試みるものであり、下流政策は現在肥満である人々を対象とするものである。

## アフリカ
アフリカ西部の肥満率は10％と推定されている。女性の肥満率は男性の3倍である。西アフリカの都市部では、1990年代から2000年代にかけて肥満率が倍増している。

### エジプト
エジプトでは、2016年の世界の疾病負荷研究のデータによると、過体重と肥満（BMIで判定）が、死亡と障害を合わせて最も多く引き起こしている主要な危険因子であった。

## アジア

### 日本
WHOの基準では、日本の肥満率はOECD加盟国の中で最も低く3.2％である。しかし、アジア人の集団は過剰な脂肪組織による健康リスクに特に弱いため、日本では肥満をBMI25以上と再定義している。このカットオフ値を用いると、日本の肥満の有病率は20％となり、1962年から2002年にかけて3倍に増加したことになる。2008年の報告書によると、日本では男性の28.6％、女性の20.6％が肥満と考えられている。
日本におけるBMI≧30を満たすヒトの割合は先進国で最も低い。2008年の年齢標準化BMIは女性で21.87、男性で23.5と、男性のほうが肥満傾向である。1980年は男女のBMIはそれぞれ、21.29と22.1であり、いずれも微増傾向である。また、日本人は肥満の判定基準がBMI≧25であり、これを満たす成人の割合は27.2%（2019年）に達する。

### 中国
21世紀において、中国は肥満と慢性疾患という課題に直面している。この主な原因は、1980年代から2000年代にかけて起こった身体活動の急速な低下と食生活の変化にあると考えられている。身体活動の減少は、職場におけるテクノロジーの進歩と余暇活動の変化に起因している。
1989年には、中国人の65％が重労働を必要とする仕事に就いていた。これが2000年には51%に減少した。これと相まって、肉や油の多い食事に変化し、利用可能なカロリー全体が増加している。一人当たりの利用可能カロリーは、1980年には一日当たり2,330キロカロリー（9,700kJ）であったが、2002年には一日当たり2,940キロカロリー（12,300kJ）に増加した。
肥満の全体的な割合は、中国全体では5％以下であったが、いくつかの都市で20％を超えた（2009年）。過体重および肥満の成人の割合は、1991年には12.9％だったが、2004年には27.3％に増加した。2010年の時点での中国の肥満人口は3億2500万人であったが、2030年には倍増して6億5000万人に達する見通しだという。

### 台湾
2002年、6歳から12歳の子どもの15％が過体重で、男女別では男性が15.5％、女性が14.4％であった。同年齢では、12％が肥満で、男女別では男性14.7％、女性9.1％であった。2005年は、6歳から12歳の子どもの14.9％が過体重で、男女別では男性が15.85％、女性が14.02％であった。10.3％が肥満と分類され、男女別では男性が10.92％、女性が9.73％であった。
これらの数字に基づくと、傾向ははっきりしないが、この年齢層の10％以上が肥満であり、肥満は問題であるようだ。

### インド
21世紀のインドでは、肥満が流行の兆しを見せており、病的肥満は同国人口の5％に及んでいる。肥満は心血管疾患の主要な危険因子であり、インド心臓協会などのNGOがこの問題に対する注意を喚起している都市化と近代化は肥満と関連している。北インドでは、肥満は都市人口に最も多く（男性＝5.5％、女性＝12.6％）、次いで都市スラム（男性＝1.9％、女性＝7.2％）であった。肥満率は農村部の集団で最も低かった（男性＝1.6％、女性＝3.8％）。
社会経済階級も肥満率に影響があった。社会経済的階層の高い女性の肥満率は10.4％であったのに対し、社会経済的階層の低い女性は0.9％であった。人々が都心に移り住み、富が増加するにつれて、インドにおける肥満の流行に対する懸念が高まっている。

### パキスタン
都市化によるライフスタイルの変化と食生活の問題が、パキスタンにおける肥満の主な原因である。2007年時点で、パキスタンの成人の約4人に1人（個人の22.2%）が肥満と分類されている。

### イラン
イランでは、2008年の肥満の有病率は26.3％であった。肥満の有病率は、男性（14.5％）よりも女性（39.5％）の方が高かった。

### クウェート
2010年の時点で、国民の74%が「太りすぎ」であり、国民の14%は糖尿病を患っており、その数は増加しつつあるという。政府は健康的な食品の販売や運動の奨励を行うことで対策に乗り出している。

## ヨーロッパ

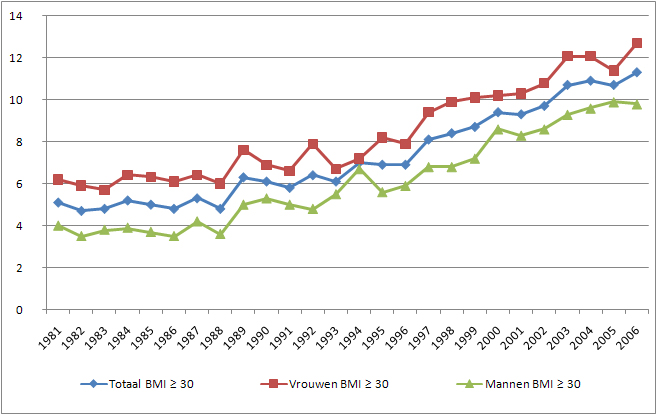
1981年から2006年までのオランダの肥満率

1970年代から2000年代にかけて、ほとんどのヨーロッパ諸国で肥満の割合が増加している。1990年代から2000年代にかけて、EU構成27カ国の肥満率は、男性で10～27％、女性で10～38％であったと報告されている。
2009年のユーロスタット（Eurostat）の統計によると、データが入手可能な19のEU加盟国のうち、2008/2009年の成人人口に占める肥満者の割合は、女性は8.0％（ルーマニア）から23.9％（英国）の間、男性は7.6％（ルーマニア）から24.7％（マルタ）まで幅がある。全体では英国が最も高く、ルーマニアが最も低かった。男性、高齢者、低学歴者の肥満率も有意に高い。

### イギリス
英国では、国民の肥満の割合は過去30年間で約4倍に増加し、2008/2009年には22～24％に達した。
| 年     | 男性の肥満率 | 女性の肥満率 |
| ------ | ------------ | ------------ |
| 1980   | 6%           | 8%           |
| 1993   | 13%          | 16%          |
| 2000   | 21%          | 21%          |
| 2008/9 | 22%          | 24%          |

2004年には、英国王立内科医協会、公衆衛生学部、王立小児保健協会が"Storing up Problems"「問題を貯め込む」という報告書を公表し、英国において肥満が深刻となっていることを指摘した。同年、英国下院の健康特別委員会は、肥満が英国の健康と社会に与える影響と、その問題へのアプローチについて、「これまでになされた中で最も包括的な調査」を発表した。2006年には、国立医療技術評価機構(NICE)が肥満の診断と管理に関するガイドラインを発行し、地方議会などの医療機関以外の組織に対する政策的な影響についても言及した。キングス財団のデレク・ワンレスが作成した2007年の報告書では、さらなる対策が講じられない場合、肥満は国民保健サービス(NHS)の財政を疲弊させる可能性があると警告した2022年には、国立医療社会福祉研究所(NIHR)が、肥満を減らすために地方自治体が何ができるかについての研究の包括的なレビューを公表した.。

### 東ヨーロッパ
ルーマニアの研究機関によれば、ルーマニア国民の4人に1人が肥満であり、子供の肥満の場合、冷戦時代の2倍以上の8%に達する。肥満の一歩手前の「太り気味」も含めると、5人に1人が生活習慣病のリスクを抱えているという。また、「所得の低い家庭ほど、ファストフードに頼る傾向がある。2010年1月、同国は「ジャンクフード税」の導入を発表した。ブルガリアでは、政府の方針に基づき、全国の学校の食堂や売店からスナック菓子や清涼飲料水を撤去した。

## 北アメリカ

1996～2003年のOECD加盟国における総人口に占める肥満の割合（BMIによる）。

疫学的データによると、高所得国の中で肥満の有病率が最も高いのは米国とメキシコである。

### カナダ
肥満のカナダ人の数は劇的に増加した。2004年に身長と体重を直接測定したところ、18歳以上のカナダ人の23.1％がBMI30以上であった。肥満の程度に分けると、15.2％がクラスI（BMI30-34.9）、5.1％がクラスII（BMI35-39.9）、2.7％がクラスIII（BMI40以上）であった。これは、前年の自己申告データ15.2％や1978/1979年の13.8％とは対照的である。最も増加したのは、最重症の肥満で、1978/1979年から2004年にかけて、クラスIIIの肥満は0.9％から2.7％に増加した。カナダの肥満は民族によって異なり、アボリジニ出身者の肥満率（37.6％）は全国平均よりかなり高い。子供の肥満は1989年から2004年の間に大幅に増加しており、男子の割合は2％から10％に、女子の割合は2％から9％に増加している。2006年、カナダ肥満ネットワークが"Canadian Clinical Practice Guidelines (CPG) on the Management and Prevention of Obesity in Adults and Children"（成人および小児の肥満の管理と予防に関するカナダ臨床実践ガイドライン(CPG)）を発表した。これは、成人および小児の過体重および肥満の管理と予防に関する包括的なエビデンスに基づくガイドラインである。

### メキシコ
1980年の時点ではメキシコの肥満率は7%であったが、2016年には20.3%に上昇した。同国では、年間80,000人が糖尿病で命を落としており、メキシコで最大の死因となっている。北米自由貿易協定が締結されたのち、アメリカのファーストフードレストランやコンビニが増えた。「メキシコ人の多くがソフトドリンクや加工食品を利用しやすくなった」「自由貿易協定に基づき、アメリカの企業による投資がメキシコ人の食生活の変化と肥満の増加を加速させた」と結論付けている学者もいる。メキシコの肥満率はOECD加盟国の中で最も高く、米国に次いで2番目である。このエピデミックに対抗するため、メキシコは2014年に、カロリー含有量が過剰な食品と砂糖入り甘味飲料に課税する新たな税金を導入した。

### アメリカ合衆国

米国では1985年から2010年にかけて肥満率が上昇し、どの州でも肥満率が20％以上となったことから、近年、肥満が公衆衛生の重要な焦点となっている。

2011年に肥満（BMI>30）であった人の州ごとの割合。
> 30%
25% to < 30%
20% to < 25%
15% to < 20%
10% to < 15%
< 10%
No data

米国における肥満率は、1960年代からほぼ3倍に増加している。1962年には、成人アメリカ人の約13％が肥満であったが、2002年には、肥満率は成人人口の33％に達した。 1970年代から2004年の間に収集された国民健康栄養調査（National Health and Nutrition Examination Study）によると、過体重と肥満の有病率は、アメリカ人のすべてのグループの間で確実に増加した。数値は上昇を続けており、2007年の時点で男性の33％、女性の36％が肥満であり、2015-2016年には成人総人口の39.6％（男性の37.9％、女性の41.1％）が肥満であった。2017-2018年の時点で、20歳以上の米国成人の42.4％が肥満であった（男性43％、女性41.9％）。
肥満率は多様な社会集団によって異なり、一部の人種集団や低所得者層は肥満である可能性が高いが、他のマイノリティはより低い率を示している。2014年時点では、非ヒスパニック系アジア人女性の肥満率は12％と低い一方、アフリカ系アメリカ人女性の肥満率は57％にも上る。
肥満の発生率は地域によっても異なる。アメリカ南部は、「脳卒中ベルト」、「肥満ベルト」、「糖尿病ベルト」と呼ばれており、この地域の住民は、国内の他の地域の同じ人種/民族の人々と比較して、これら3つの疾患の罹患率が高いという事実を反映している。
2008年の研究に基づくと、自己報告データに依拠した肥満の推定値は、非ヒスパニック系白人女性の22％であったが、直接測定を伴う研究によると、当時の割合は34％に近かった。
クラスIII（病的）肥満（BMI≧40）の有病率は、1970年代後半の1.3％から1988～94年の2.9％、2000年の4.7％、2008年の5.7％、2014年の7.7％と、最も劇的に増加している。アフリカ系アメリカ人女性では、その有病率は17％にもなると推定されている。
肥満の発生率の増加は2000年代に鈍化し始めたが、2014年時点では、肥満、重度の肥満、小児肥満は増加し続けていた。
肥満は、米国における主要な健康問題の一つであり、肥満が年間約30万人の超過死亡をもたらすという推定もある。しかし、異なる方法論を用いた2005年のアメリカ疾病予防管理センター（CDC）の研究では、BMIが21から25の個人と比較して、年間129,000人の超過死亡という全国的な推定値が得られた。対照的に、2013年のシステマティックレビューでは、肥満は、標準体重よりも高い死亡率とは関連が無く、過体重は標準体重よりも低い死亡率との関連があることが判明している。

米国における1960年から2004年の肥満の有病率

1998年には、米国初の連邦政府ガイドラインが発表された。タイトルは"Clinical Guidelines on the Identification, Evaluation, and Treatment of Overweight and Obesity in Adults: The Evidence Report"（成人における過体重および肥満の識別、評価、治療に関する臨床ガイドライン:エビデンスレポート）である。
2005年、アメリカ医学研究所（のちの『全米医学アカデミー』, National Academy of Medicine）は、「カロリーが高く、栄養価に乏しい食品のコマーシャルが子供の肥満に関わっている」としており、自主規制ないし政府の介入を求めた。
シカゴ大学は、「18歳未満をターゲットにした食べ物のコマーシャルに使われている商品の90%以上が栄養価に乏しいものばかりであり、食の嗜好に影響を与える」と報告した。
米国の公立学校において、2006年、清涼飲料販売のトップ3社において、肥満対策として「糖分の多い飲料や脂肪を除去していない牛乳の販売はしないように」との合意ができた。
2012年、マクドナルドやペプシコは、「12歳以下の子供にはジャンクフードの広告を見せない」との合意に至った。

## 南アメリカとカリブ海諸国
カリブ海諸国の調査では、15歳以上の男性の7～20％、女性の22～48％が肥満であることがわかった。トリニダード・トバゴは、成人人口の30％以上が過体重である。バハマは肥満が蔓延しており、15～64歳の48.6％が肥満である。バハマの思春期の女性は、男性よりも過体重の傾向である。ジャマイカでは、20歳以上の男性の7.2％が肥満であり、女性の31.5％が肥満である。

## オセアニアと太平洋地域

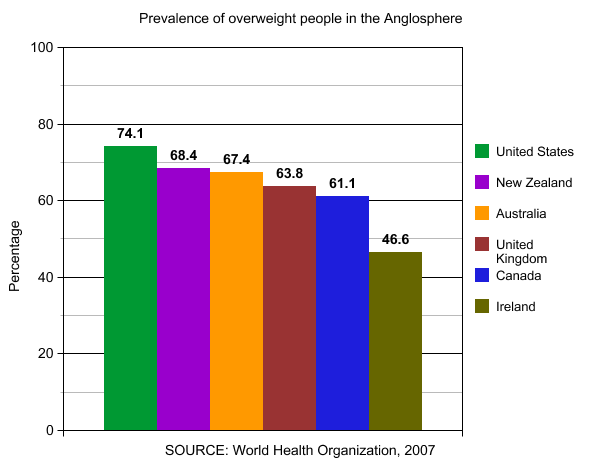
世界保健機関（WHO）の2007年の統計によると、オーストラリアは英語圏で3番目に過体重の成人が多い国である。

### オーストラリア
2007～2008年の国民健康調査でのの自己申告および測定結果によると、オーストラリア人の61％が過体重（BMI25以上）で、24％が「肥満」（BMI30以上）に該当した。男性は、女性（それぞれ30.9％、23.4％）よりも、過体重（67.7％）および肥満（25.5％）であるようだ。

### ニュージーランド
ニュージーランドにおける肥満は、国民の健康上の重要な関心事となっており、あらゆる年齢層や民族で多くの人々が罹患している（2008年）。2011/2012年は、ニュージーランドの成人の28.4％が肥満であり。この数字は英語圏では唯一米国を上回った。

### 太平洋の島嶼国家
南太平洋の島嶼国の多くは肥満率が非常に高い。18歳人口のうち、肥満とされる人の比率を示す肥満率の国際比較では、南太平洋に点在する島嶼国家が上位を占める。ナウルは世界で最も肥満率が高く（94.5％）、サモア、ミクロネシア連邦、アメリカ領サモアがこれに続く。体が大きいことは伝統的に健康、美、地位と関連しており、こうした信念の多くが今日でも残っている。世界保健機関が肥満率を集計した2014年のデータによれば、トップのクック諸島は50%を超え、上位10カ国に入るパラオ、ナウル、サモア、トンガ、ニウエ、マーシャル諸島、キリバス、ツバルは40%台であり、成人の半数近くが「肥満」と見なされている。

### その他の国々
ブラジルにおける女性の肥満率は、1975年には24%だったのが、2003年には38%に上昇した。バングラデシュにおいては、1996年では3%だったのが、2007年には12%に上昇した。ケニアにおいては、1993年には15%だったのが、2003年には26%に上昇した。

## 統計
世界保健機関（WHO）による、2022年における成人のBMIが30を超える肥満の国別推定有病率は以下の通り。
| 国                             | 成人の肥満の有病率 % | 成人の肥満の有病率 % | 成人の肥満の有病率 % |
| 国                             | All                  | Female               | Male                 |
| ------------------------------ | -------------------- | -------------------- | -------------------- |
| アフガニスタン                 | 19.2                 | 23.7                 | 14.5                 |
| アルバニア                     | 23.4                 | 25.2                 | 21.4                 |
| アルジェリア                   | 23.8                 | 32.3                 | 15.5                 |
| アメリカ領サモア               | 75.2                 | 80.4                 | 69.4                 |
| アンドラ                       | 18.1                 | 15.6                 | 20.5                 |
| アンゴラ                       | 11.5                 | 16.3                 | 6.3                  |
| アンティグア・バーブーダ       | 33.2                 | 41.7                 | 23.8                 |
| アルゼンチン                   | 35.4                 | 36.3                 | 34.4                 |
| アルメニア                     | 24.5                 | 28.0                 | 19.0                 |
| オーストラリア                 | 30.2                 | 29.3                 | 31.2                 |
| オーストリア                   | 15.4                 | 12.3                 | 18.4                 |
| アゼルバイジャン               | 26.6                 | 32.6                 | 19.5                 |
| バハマ                         | 47.3                 | 55.1                 | 38.7                 |
| バーレーン                     | 36.1                 | 43.1                 | 32.0                 |
| バングラデシュ                 | 5.3                  | 7.6                  | 2.9                  |
| バルバドス                     | 38.0                 | 48.1                 | 27.1                 |
| ベラルーシ                     | 21.4                 | 22.6                 | 19.3                 |
| ベルギー                       | 20.0                 | 20.9                 | 19.2                 |
| ベリーズ                       | 42.3                 | 51.8                 | 32.7                 |
| ベナン                         | 11.2                 | 15.0                 | 7.1                  |
| バミューダ諸島                 | 33.0                 | 41.7                 | 23.8                 |
| ブータン                       | 12.2                 | 15.6                 | 9.3                  |
| ボリビア                       | 28.7                 | 34.3                 | 22.8                 |
| ボスニア・ヘルツェゴビナ       | 21.2                 | 20.6                 | 21.5                 |
| ボツワナ                       | 18.3                 | 27.2                 | 8.4                  |
| ブラジル                       | 28.1                 | 31.7                 | 24.3                 |
| ブルネイ                       | 31.7                 | 33.5                 | 30.0                 |
| ブルガリア                     | 20.6                 | 17.9                 | 23.1                 |
| ブルキナファソ                 | 6.8                  | 9.3                  | 4.0                  |
| ブルンジ                       | 5.0                  | 4.0                  | 6.1                  |
| カーボベルデ                   | 15.8                 | 22.9                 | 8.4                  |
| カンボジア                     | 4.4                  | 5.6                  | 3.0                  |
| カメルーン                     | 14.9                 | 20.4                 | 9.3                  |
| カナダ                         | 26.2                 | 24.9                 | 27.6                 |
| 中央アフリカ共和国             | 9.3                  | 12.3                 | 6.1                  |
| チャド                         | 6.7                  | 6.0                  | 7.4                  |
| チリ                           | 38.9                 | 44.3                 | 33.4                 |
| 中華人民共和国                 | 8.3                  | 7.6                  | 8.8                  |
| コロンビア                     | 23.6                 | 28.9                 | 17.9                 |
| コモロ                         | 16.3                 | 24.6                 | 8.0                  |
| クック諸島                     | 68.9                 | 72.0                 | 65.3                 |
| コスタリカ                     | 31.4                 | 37.8                 | 24.8                 |
| クロアチア                     | 30.6                 | 27.2                 | 33.6                 |
| キューバ                       | 21.8                 | 24.9                 | 18.5                 |
| キプロス                       | 22.9                 | 20.2                 | 25.5                 |
| チェコ                         | 26.0                 | 22.3                 | 29.5                 |
| デンマーク                     | 13.3                 | 11.2                 | 15.3                 |
| ジブチ                         | 11.4                 | 16.3                 | 6.1                  |
| ドミニカ国                     | 31.3                 | 44.6                 | 17.9                 |
| ドミニカ共和国                 | 29.3                 | 35.4                 | 23.2                 |
| 東ティモール                   | 2.4                  | 3.2                  | 1.6                  |
| エクアドル                     | 27.4                 | 32.3                 | 22.2                 |
| エジプト                       | 44.3                 | 57.1                 | 31.3                 |
| エルサルバドル                 | 30.9                 | 37.3                 | 22.8                 |
| 赤道ギニア                     | 17.7                 | 29.6                 | 7.8                  |
| エリトリア                     | 4.8                  | 6.6                  | 2.8                  |
| エストニア                     | 22.2                 | 21.3                 | 22.4                 |
| エスワティニ                   | 30.1                 | 43.9                 | 15.0                 |
| エチオピア                     | 2.8                  | 4.5                  | 1.1                  |
| フィジー                       | 33.8                 | 41.8                 | 25.6                 |
| フィンランド                   | 21.5                 | 21.6                 | 21.3                 |
| フランス                       | 9.7                  | 9.6                  | 9.8                  |
| フランス領ポリネシア           | 48.1                 | 50.1                 | 46.1                 |
| ガボン                         | 21.0                 | 31.6                 | 11.0                 |
| ジョージア (国)                | 34.7                 | 34.9                 | 33.3                 |
| ドイツ                         | 20.4                 | 18.4                 | 22.3                 |
| ガーナ                         | 12.9                 | 20.3                 | 5.2                  |
| ギリシャ                       | 28.0                 | 26.7                 | 29.1                 |
| グリーンランド                 | 27.0                 | 30.6                 | 23.7                 |
| グレナダ                       | 30.2                 | 41.9                 | 18.5                 |
| グアテマラ                     | 26.8                 | 31.3                 | 21.9                 |
| ギニア                         | 9.5                  | 12.7                 | 5.9                  |
| ギニアビサウ                   | 11.5                 | 14.8                 | 7.6                  |
| ガイアナ                       | 28.5                 | 38.2                 | 17.6                 |
| ハイチ                         | 10.7                 | 14.7                 | 6.5                  |
| ホンジュラス                   | 29.5                 | 36.0                 | 22.9                 |
| ハンガリー                     | 31.7                 | 27.9                 | 35.2                 |
| アイスランド                   | 21.2                 | 19.4                 | 23.0                 |
| インド                         | 7.3                  | 9.4                  | 5.2                  |
| インドネシア                   | 11.2                 | 16.1                 | 6.4                  |
| イラン                         | 24.3                 | 30.8                 | 17.8                 |
| イラク                         | 40.5                 | 48.1                 | 32.3                 |
| アイルランド                   | 28.4                 | 27.2                 | 29.6                 |
| イスラエル                     | 22.5                 | 21.8                 | 23.1                 |
| イタリア                       | 17.3                 | 17.0                 | 17.4                 |
| コートジボワール               | 11.6                 | 15.7                 | 7.7                  |
| ジャマイカ                     | 33.8                 | 48.1                 | 18.8                 |
| 日本                           | 5.5                  | 3.5                  | 7.5                  |
| ヨルダン                       | 38.5                 | 44.3                 | 33.0                 |
| カザフスタン                   | 18.4                 | 18.0                 | 18.3                 |
| ケニア                         | 12.4                 | 18.5                 | 6.0                  |
| キリバス                       | 46.3                 | 55.6                 | 35.4                 |
| クウェート                     | 41.4                 | 48.3                 | 38.1                 |
| キルギス                       | 26.6                 | 28.3                 | 24.0                 |
| ラオス                         | 8.0                  | 10.1                 | 5.9                  |
| ラトビア                       | 24.3                 | 23.0                 | 24.8                 |
| レバノン                       | 29.8                 | 30.5                 | 28.7                 |
| レソト                         | 21.0                 | 32.7                 | 8.4                  |
| リベリア                       | 17.0                 | 21.0                 | 12.8                 |
| リビア                         | 36.7                 | 45.9                 | 27.2                 |
| リトアニア                     | 25.4                 | 23.1                 | 26.8                 |
| ルクセンブルク                 | 18.4                 | 16.5                 | 20.3                 |
| マダガスカル                   | 4.3                  | 4.1                  | 4.5                  |
| マラウイ                       | 7.7                  | 11.8                 | 3.1                  |
| マレーシア                     | 22.1                 | 26.8                 | 17.6                 |
| モルディブ                     | 17.3                 | 23.6                 | 12.9                 |
| マリ共和国                     | 11.4                 | 12.9                 | 9.9                  |
| マルタ                         | 32.3                 | 28.7                 | 35.2                 |
| マーシャル諸島                 | 45.9                 | 54.8                 | 37.1                 |
| モーリタニア                   | 22.7                 | 35.0                 | 8.9                  |
| モーリシャス                   | 19.2                 | 25.3                 | 12.9                 |
| メキシコ                       | 36.0                 | 40.1                 | 31.4                 |
| モルドバ                       | 23.0                 | 24.1                 | 21.1                 |
| モンゴル国                     | 24.1                 | 26.0                 | 21.6                 |
| モンテネグロ                   | 18.0                 | 15.4                 | 20.5                 |
| モロッコ                       | 21.8                 | 30.2                 | 13.3                 |
| モザンビーク                   | 10.3                 | 13.7                 | 6.2                  |
| ミャンマー                     | 7.4                  | 9.3                  | 5.5                  |
| ナミビア                       | 17.0                 | 22.8                 | 10.2                 |
| ナウル                         | 69.9                 | 71.0                 | 68.6                 |
| ネパール                       | 7.0                  | 8.9                  | 4.8                  |
| オランダ                       | 14.5                 | 14.5                 | 14.5                 |
| ニュージーランド               | 33.6                 | 35.0                 | 32.3                 |
| ニカラグア                     | 33.6                 | 38.8                 | 27.8                 |
| ニジェール                     | 6.0                  | 7.6                  | 4.4                  |
| ナイジェリア                   | 12.4                 | 16.5                 | 8.2                  |
| ニウエ                         | 66.6                 | 69.7                 | 62.7                 |
| 朝鮮民主主義人民共和国         | 10.8                 | 13.0                 | 8.5                  |
| 北マケドニア共和国             | 27.5                 | 26.7                 | 28.1                 |
| ノルウェー                     | 19.2                 | 17.7                 | 20.5                 |
| オマーン                       | 31.1                 | 39.9                 | 26.2                 |
| パキスタン                     | 23.0                 | 26.0                 | 20.0                 |
| パラオ                         | 41.1                 | 44.0                 | 38.2                 |
| パレスチナ                     | 37.6                 | 45.4                 | 28.8                 |
| パナマ                         | 36.1                 | 43.1                 | 29.0                 |
| パプアニューギニア             | 20.5                 | 25.2                 | 16.0                 |
| パラグアイ                     | 33.0                 | 35.9                 | 29.8                 |
| ペルー                         | 27.3                 | 31.5                 | 22.9                 |
| フィリピン                     | 8.7                  | 10.3                 | 7.2                  |
| ポーランド                     | 27.5                 | 23.7                 | 31.0                 |
| ポルトガル                     | 21.8                 | 22.2                 | 21.2                 |
| プエルトリコ                   | 41.1                 | 45.8                 | 35.8                 |
| カタール                       | 43.1                 | 50.8                 | 40.3                 |
| コンゴ共和国                   | 8.5                  | 12.8                 | 4.2                  |
| ルーマニア                     | 34.0                 | 30.7                 | 37.1                 |
| ロシア                         | 24.2                 | 24.0                 | 23.4                 |
| ルワンダ                       | 4.9                  | 7.8                  | 1.8                  |
| セントクリストファー・ネイビス | 45.6                 | 53.8                 | 36.7                 |
| セントルシア                   | 33.5                 | 46.1                 | 20.4                 |
| サモア                         | 62.4                 | 73.6                 | 51.3                 |
| サウジアラビア                 | 40.6                 | 46.6                 | 37.3                 |
| セネガル                       | 10.2                 | 15.5                 | 3.9                  |
| セルビア                       | 22.5                 | 19.3                 | 25.5                 |
| セーシェル                     | 29.4                 | 39.6                 | 20.2                 |
| シエラレオネ                   | 7.1                  | 11.4                 | 2.7                  |
| シンガポール                   | 13.9                 | 11.5                 | 15.9                 |
| スロバキア                     | 26.8                 | 23.1                 | 30.4                 |
| スロベニア                     | 19.4                 | 13.7                 | 24.7                 |
| ソロモン諸島                   | 22.6                 | 27.8                 | 17.5                 |
| ソマリア                       | 14.6                 | 22.9                 | 5.8                  |
| 南アフリカ共和国               | 30.8                 | 45.8                 | 13.9                 |
| 大韓民国                       | 7.3                  | 5.6                  | 8.8                  |
| 南スーダン                     | 8.6                  | 11.8                 | 5.1                  |
| スペイン                       | 15.7                 | 12.6                 | 18.7                 |
| スリランカ                     | 10.6                 | 14.2                 | 6.6                  |
| スーダン                       | 17.0                 | 22.3                 | 11.4                 |
| スリナム                       | 29.0                 | 38.5                 | 19.1                 |
| スウェーデン                   | 15.3                 | 13.7                 | 16.7                 |
| スイス                         | 12.1                 | 9.6                  | 14.6                 |
| シリア                         | 33.9                 | 41.2                 | 26.0                 |
| サントメ・プリンシペ           | 16.5                 | 23.3                 | 9.7                  |
| タジキスタン                   | 23.8                 | 27.4                 | 19.8                 |
| タンザニア                     | 12.6                 | 18.3                 | 6.5                  |
| タイ王国                       | 15.4                 | 18.4                 | 12.2                 |
| ガンビア                       | 14.9                 | 20.0                 | 9.5                  |
| トーゴ                         | 11.6                 | 17.4                 | 5.6                  |
| トケラウ                       | 69.8                 | 73.6                 | 65.8                 |
| トンガ                         | 71.6                 | 80.1                 | 62.3                 |
| トリニダード・トバゴ           | 28.0                 | 33.5                 | 22.4                 |
| チュニジア                     | 26.8                 | 33.8                 | 19.3                 |
| トルコ                         | 33.3                 | 40.9                 | 25.2                 |
| トルクメニスタン               | 21.4                 | 23.6                 | 18.8                 |
| ツバル                         | 64.2                 | 71.6                 | 56.8                 |
| ウガンダ                       | 7.9                  | 11.3                 | 4.1                  |
| ウクライナ                     | 23.6                 | 26.5                 | 19.9                 |
| アラブ首長国連邦               | 32.1                 | 39.4                 | 28.6                 |
| イギリス                       | 26.8                 | 27.6                 | 26.1                 |
| アメリカ合衆国                 | 42.0                 | 43.2                 | 40.8                 |
| ウルグアイ                     | 33.3                 | 35.6                 | 30.7                 |
| ウズベキスタン                 | 30.0                 | 32.7                 | 26.8                 |
| バヌアツ                       | 21.3                 | 26.1                 | 16.4                 |
| ベネズエラ                     | 22.7                 | 24.9                 | 20.2                 |
| ベトナム                       | 2.0                  | 2.0                  | 1.9                  |
| イエメン                       | 13.6                 | 17.0                 | 10.1                 |
| ザンビア                       | 11.1                 | 16.4                 | 5.1                  |
| ジンバブエ                     | 14.2                 | 20.9                 | 5.5                  |